# Abdułła Magomiedow
Abdułła Gairbiekowicz Magomiedow (ros. Абдулла Гаирбекович Магомедов, ur. 10 grudnia 1962) – radziecki zapaśnik walczący w stylu wolnym. Złoty medalista mistrzostw Europy w 1986 i brązowy w 1990. Pierwszy w Pucharze Świata w 1988. Mistrz ZSRR w 1987; trzeci w 1986 i 1988 roku.